# Реджеп-паша
Реджеп-паша (*д/н — 1726) — державний та військовий діяч Османської імперії.

## Життєпис
Мав албанське або боснійське походження. Перша згадка відноситься до 1707 року, коли він призначається візиром. Того ж року стає валі еялету Діярбекір. З 1710 року щороку до 1712 року змінював посади валіВже Ванському, Румському і Трабзонському еялетах.
У 1713 році з якоїсь прични понижено до санджакбея Теке в еялеті Сілістрія. 1714 року сочолив важливий Єрусалимський санджак в Дамаському еялету, а 1716 року сам цей еялет. 1719 року призначено валі еялету Алеппо.
1720 року призначено пашою і бейлербеєм Єгипту. Отримав наказ від султана провести аудит рахунків свого попередника Деллака Алі-паші, а потім стратити його. Спочатку Реджеп-паша привернув на свій бік арабських шейхів та сановників, які зазнали утисків за попереднього паши, насамперед  Мухаммад Черкес-бея і Мухаммад-бея ібн Ібрагім-бея (очільників клану мамлюків Шанабія, що відколовся від клани аль-Касимійя). В свою чергу Деллак Алі-паша планував за допомогою частини яничар повалити Реджепа, але це було викрито й Алі страчено. також було страчено Абді-пашу, що за свого керування Єгиптом, підтримував Ісмаїл-бея.
За цим Реджеп-паша спробував спровадити в обіг мідної монети, яка втім не мала значного наповнення, що зустріло опіру усіх беїв мамлюків.
В подальшому поступово проти Реджепа-паши сформувалація своєрідна опозиція мамлюцких беїв. Найбільшу небезпеку становив амір аль-хадж Ісмаїл-бей (лідера клану Шаваріба, частини клану аль-Касимійя). Спроба його схопити й стратити виявилася невдалою. Але Реджеп-паша конфіскував майно Ісмаїл-бея. В подальшому пропалився пплан бейлербея стратити усіх беїв мамлюків.
Водночас Мухаммад Черкес-бей, давній ворог Ісмаїл-бея, якого повернув із заслання Реджеп-паша, невдовзі об'єднався з Ісмаїл-беїм проти намісника Єгипту. На боці бейлербея залишився лише Муххаммад-бей ібн Ібрагім-бей Причиною того стало небажання усіх мамлюків в відновленні ваги посади паши та османського впливу. У відповідь Реджеп домігся від султана дозволу на зміну складу великого дивану Єгипту, де зменшив представництво беїв. Натомість беї зуміли підкупити усі оджаки (яничар, чаушів, сипахів і абазів), заплативши 200 тис. золотих. що повалили Реджепа, який вимушен був залишити Єгипет.
1721 року знову призначений валі Алеппо, 1724 року став валі Тіфліського еялету, а 1725 році повернувся на посаду валі Діярбекіра. Того ж року очолив Єреванський еялет. Помер на посаді у 1726 році в м. Стамбулі.